# Burning Rival
Burning Rival és un videojoc arcade de lluita publicat el 1993. Va ser desenvolupat per Sega AM2 i publicat per Sega.
Fou llançat al mercat únicament al Japó el juliol de 1993. Va ser el primer videojoc de lluita desenvolupat pel departament Sega AM2. El creador de Virtua Fighter i Shenmue, Yu Suzuki, en va ser el productor. Es caracteritza per uns gràfics 2D i unes animacions força diferents de les de l'època, desenvolupades per Zero-One. Va ser resultat de la febre dels videojocs de lluita dels noranta, popularitzada pel joc Street Fighter II de Capcom.

## Història
El joc se situa a una ciutat fictícia al centre del Canadà, anomenada "Destiny City".
Cada pocs anys, alguns lluitadors es reuneixen a la ciutat i mantenen una violenta i secreta lluita. Aquest any s'ha reunit un grup de lluitadors extraordinaris, acostumats a lluitar contra les normes.
Un dels participants (el guanyador) és anomenat "el més fort del món", mentre que d'altres han d'adquirir una gran riquesa, per continuar jugant. L'ambient de Destiny City es va escalfant abans d'iniciar la lluita.

## Gameplay
Al joc de Burning Rival, el jugador es dedica a lluitar contra adversaris en un combat d'un contra un, al millor de dos assalts. L'objectiu de cada ronda és esgotar la vitalitat de l'oponent abans que s'acabi el temporitzador. Si ambdós oponents es tomben al mateix temps o el cronòmetre s'acaba amb els dos lluitadors que tenen una quantitat de vitalitat igual, es declara un "doble KO" o un "joc d'empat" i es jugaran rondes addicionals fins a la mort sobtada. Si no hi ha un guanyador clar al final de la darrera ronda, l'oponent controlat per ordinador guanya per defecte a una partida d'un sol jugador o els dos lluitadors perdran en un joc de dos jugadors. A diferència de la franquícia Street Fighter i d'altres jocs de lluita i franquícies, no hi ha cap ronda de bonificació afegida al joc.Com la majoria de jocs de lluita d'aquell moment, els controls del joc utilitzen amb una configuració d'un joystick de comandament de vuit direccions i sis botons d'atac. El jugador utilitza el “joystick” per saltar, agrupar-se i moure el personatge apropant o allunyant-lo de l'oponent, així com per protegir el personatge dels atacs d'un rival. Hi ha tres botons d'atac amb el puny i tres botons d'atac de coça amb diferent força i velocitat (lleuger, mitjà i pesat). El jugador pot realitzar una gran varietat de moviments bàsics en qualsevol posició, inclosos atacs de captura i llançament. El jugador pot realitzar moviments especials introduint una combinació d'ordres direccionals i basades en botons.

## Lluitadors
Hi ha vuit jugadors seleccionables i un cap final. Les seves veus es van gravar al Power House Studio.
- Arnold (アーノルド) (veu de l'actor Francis Silva) - El protagonista del joc. Un estudiant de karate orfe. Viatja entrenant pel país, encara de dol pel seu mestre, a qui va matar accidentalment.
- Craze (クレーズ) (veu de l'actor Susumu Kimura) - El millor lluitador de carrer de tota la ciutat. Avorrit amb la lluita de carrer dia rere dia, ha vingut a provar la seva força.
- Asuka (飛鳥 （あすか）) (veu de l'actor Haruka Itoh) - Una lluitadora ninja. Vaga pel món intentant trobar el seu germà gran que desaparegué mentre s'entrenava.
- Santana (サンタナ) (veu de l'actor Greg Irwin) - Un lluitador de Lluita lliure anomenat "The Fiery Wind of Mexico." El seu objectiu és utilitzar els diners del premi per ajudar la seva germana petita, que pateix una malaltia greu.
- Jackson (ジャクスン) (veu de l'actor Toshihiro Nagoshi) - L'actual campió de kickboxing. Utilitza la tècnica de Muay Thai i acaba amb els seus adversaris, incapacitant-los.
- Bill (ビル) (veu de l'actor Takenobu Mitsuyoshi) - Un guardaespatlles per a una organització secreta. Va entrar al torneig per a la seva estimada família, comptant amb la força que va guanyar jugant a futbol.
- Mr. Chin (ミスター陳 (Mr. 陳)) (veu de l'actor Takehito Tsumagari) - Un mestre kung fu que és propietari d'una tenda de ramen. Va participar al torneig per guanyar els premis i per ampliar la seva botiga.
- Shingen (真幻 (しんげん)) (veu de l'actor Yasuhiro Takagi) - L'esperit d'un guerrer mort. Està envoltat de misteri. Es desconeix d'on venia i per què va participar en el torneig. Apareix un altre cop com a cap final.